# Carl Friedrich August Dathe von Burgk

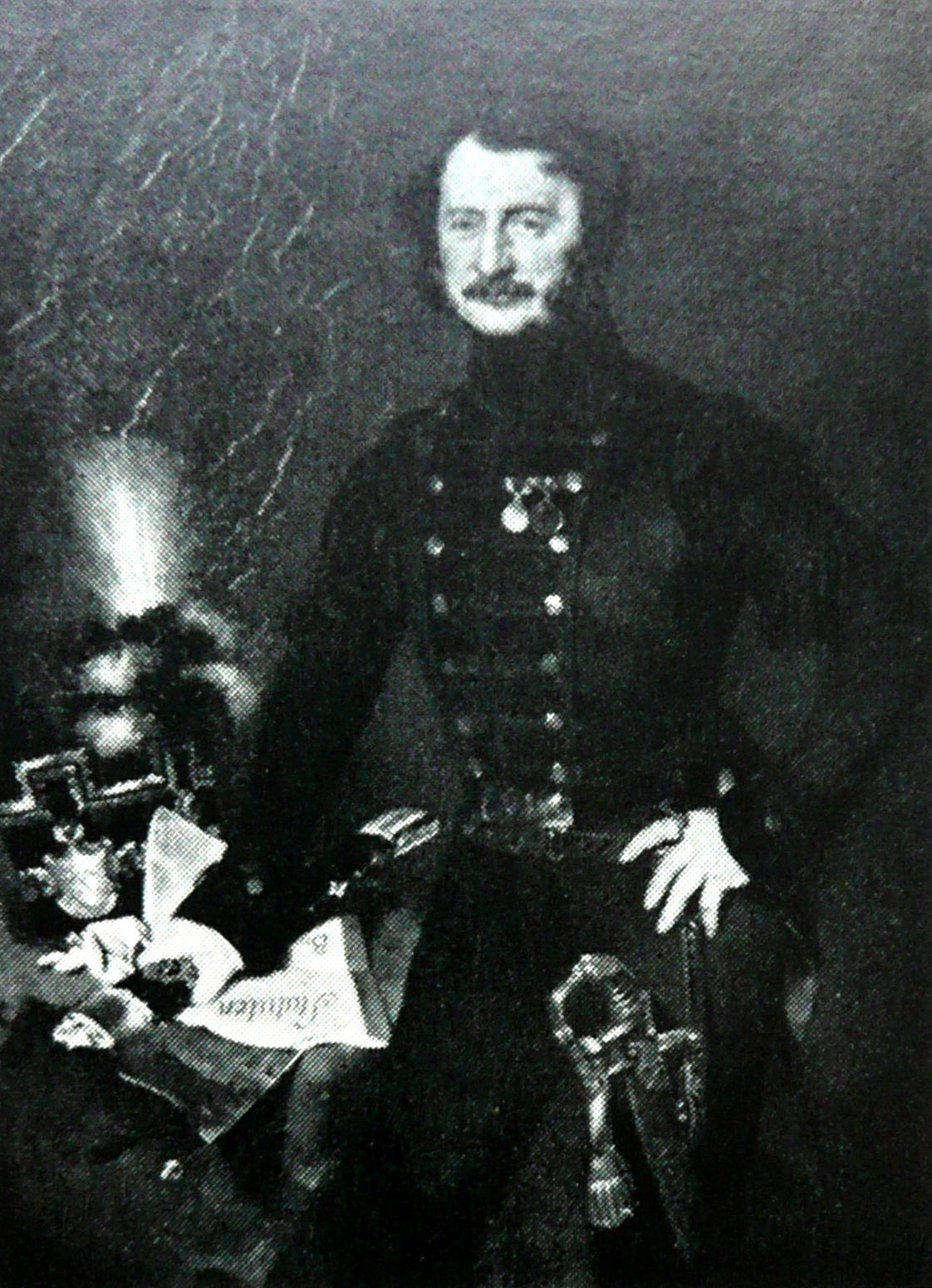
Carl Friedrich August Freiherr Dathe von Burgk (1791–1872)

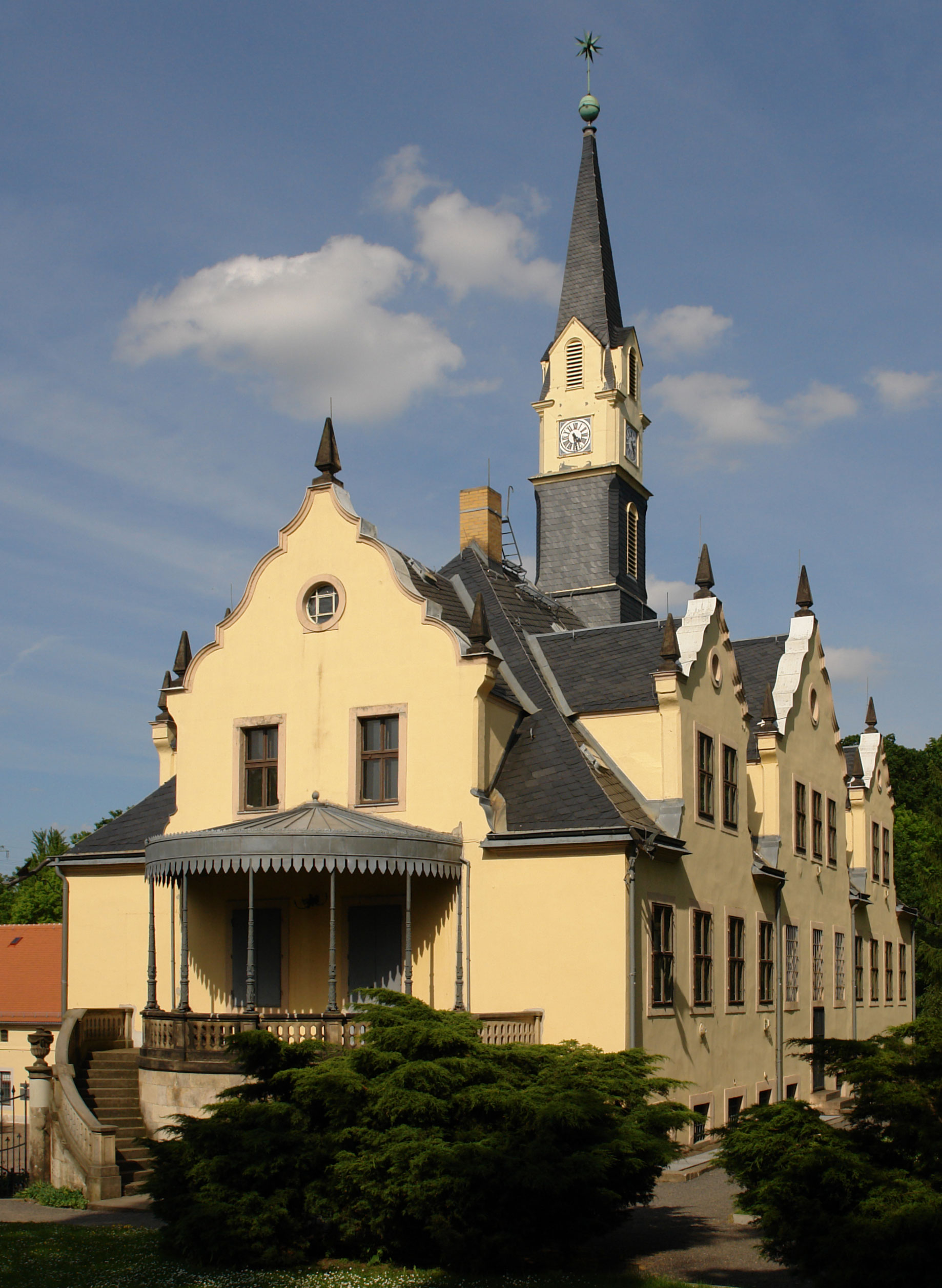
Schloss Burgk

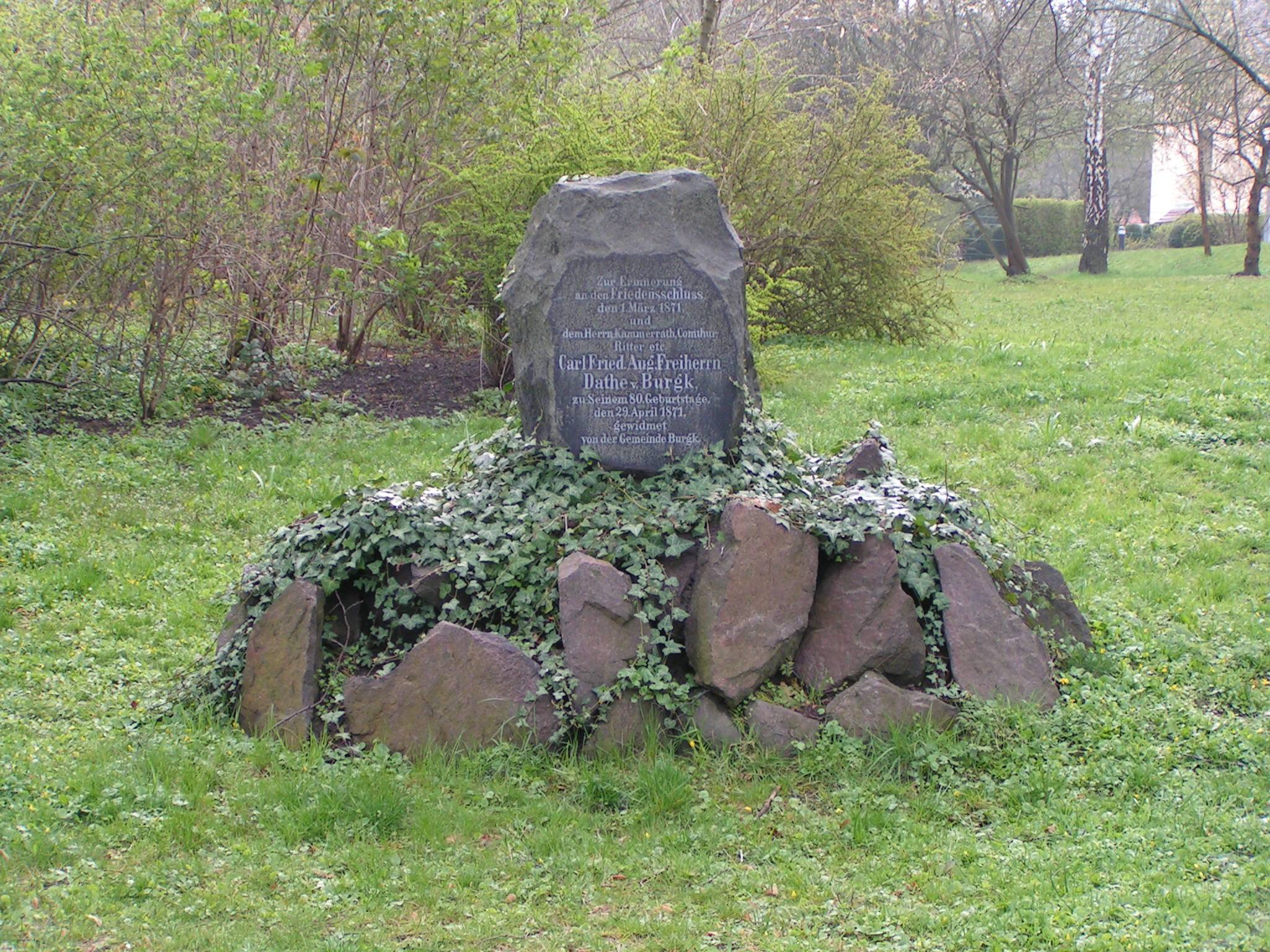
Denkmal für Carl Friedrich August Freiherr Dathe von Burgk in Freital-Burgk nahe dem Schloss Burgk.

Carl Friedrich August Freiherr Dathe von Burgk (bis 1829 Carl Friedrich August Krebß; * 29. April 1791 in Dresden; † 26. Juli 1872 ebenda) war ein Montanunternehmer und Vorreiter für die heutigen Krankenkassen und Knappschaften.

## Leben und Wirken
Karl Friedrich August Krebß wurde als Sohn eines kursächsischen Kriegsrates geboren. Er besuchte die Kreuzschule Dresden und absolvierte anschließend ein Jurastudium an der Universität Leipzig. Zwischen 1813 und 1822 absolvierte er als Leutnant eine militärische Laufbahn und war u. a. Mitglied im Banner der freiwilligen Sachsen.
Krebß war schon von Jugend an vom Bergbau fasziniert. Die Chance zur beruflichen Tätigkeit im Bergbau ergab sich, als er 1819 das Rittergut Burgk samt fünf dazugehöriger Steinkohlenschächte aus dem Besitz seiner Tante Wilhelmine Sophie Dathe erbte. Nach dem Kauf eines Adelsdiploms nannte sich Krebß nun Freiherr Dathe von Burgk.
1833/34 gehörte er als stellvertretender Abgeordneter der Rittergutsbesitzer des Meißner Kreises der II. Kammer des Sächsischen Landtags an.
Unter Zukauf weiterer Kohlenfelder gründete er noch 1819 die Freiherrlich von Burgker Steinkohlen- und Eisenhüttenwerke, die in den folgenden Jahren einen raschen Aufschwung nahmen. Dathe von Burgk reorganisierte und modernisierte den bis dahin mittelalterlich und dezentral geführten Bergbau rechts der Weißeritz. Dabei übernahm er von den anderen Bergwerken des Plauenschen Grundes alle für die eigene Betriebsführung brauchbaren Ideen und Verbesserungen, vermied jedoch finanziell aufwendige Experimente. Bereits 1821 kam die erste Dampfmaschine zum Einsatz. Innerhalb weniger Jahre entwickelte sich sein Steinkohlenwerk zu einem bedeutenden Grubenbetrieb. Um 1830 förderten 700 bis 800 Bergleute etwa 800.000 Scheffel Kohle pro Jahr. Bis 1868 vergrößerte sich die Belegschaft auf 1600 Mann. Am 2. August 1869 ereignete sich im Grubenfeld des Segen-Gottes-Schachtes und des Neu-Hoffnung-Schachtes eine Schlagwetterexplosion, bei der 276 Bergleute ums Leben kamen.
Zur Erschließung neuer Kohlefelder kaufte Dathe von Burgk 1843 das Freigut Kohlsdorf, 1848 das Rittergut Pesterwitz, 1852 das Rittergut Roßthal und 1863 das Rittergut Wilmsdorf. Sowohl die Rittergüter als auch das Steinkohlenwerk wurden durch die nach 1820 gebildete Zentraladministration einheitlich gelenkt, ein deutschlandweit einmaliges Konstrukt der gemeinsamen Verwaltung von Agrar- und Bergbaubetrieb. 1846 ließ er das Schloss Burgk umbauen, zierliche Giebel und einen schlanken Dachreiter aufsetzen. Als sein Sohn Arthur Dathe von Burgk 1848 heiratete, erhielt dieser als Hochzeitsgeschenk von seinem Vater das Jochhöhschlösschen nahe Pesterwitz, das später als Lusthaus verwendet wurde.
Dathe von Burgk erkannte durch Besichtigung von Gruben und Eisenhütten in Westfalen und Belgien (u. a. Cockerill in Seraing) bereits frühzeitig die Möglichkeiten, die eine Kombination von Steinkohlengruben mit Eisenwerken boten. 1826/27 erwarb er die kleinen veralteten Eisenhämmer in Obercarsdorf und Dölzschen und ließ sie zu modernen Eisen- und Walzwerken umbauen und erweitern.
Am Standort des 1794 gegründeten Eisenhammers Dölzschen (seit 1846 König-Friedrich-August-Hütte) nahm Dathe von Burgk 1842 den ersten sächsischen Koks-Hochofen in Betrieb (wenig später wurden die Hochöfen der Königin-Marien-Hütte angeblasen) und erhielt dafür eine staatliche Prämie in Höhe von 25.000 Talern. Die zur Verhüttung benötigten Eisenerze bezog er von ebenfalls erworbenen Magnetitzechen in Berggießhübel. Da die Koksqualität des Burgker Steinkohlenwerkes keine dauerhafte Verhüttung ermöglichte, wurde der Hochofen bereits 1849 wieder stillgelegt.
Zu dieser Zeit ernannte der erkrankte Dathe von Burgk seinen Sohn Arthur Dathe von Burgk zum Mitinhaber der Steinkohlen- und Eisenwerke. 1854 übernahm der Sohn die komplette Geschäftsführung und Carl Friedrich August Freiherr Dathe von Burgk zog sich im Alter von 65 Jahren ins Privatleben zurück. Er starb am 26. Juli 1872 in Dresden.
Auf dem alten Friedhof zu Döhlen ließ er eine Gruft für sich und seine Familie errichten, in der sich jedoch schließlich nie Särge befanden.

## Verdienst
Carl Friedrich August Freiherr Dathe von Burgk gilt als maßgeblicher Akteur der Industrialisierung im Plauenschen Grund. Sein Unternehmen, die Freiherrlich von Burgker Steinkohlen- und Eisenhüttenwerke, entwickelten sich zu einem der bestgeführten privaten Montanunternehmen Sachsens.
Darüber hinaus engagierte er sich in sozialen Fragen. Bereits 1821 nahm Dathe von Burgk die 1816 von Werksangehörigen gegründete Krankenkasse zum Anlass, von allen Betriebsangehörigen den Zwangsbeitritt in seinen Knappschaftsverein zu verlangen. Dadurch erwarb er sich hohes Ansehen in der unteren Bevölkerungsschicht und erreichte, dass auch andere Betriebe ihre eigene Krankenversorgung sicherten.

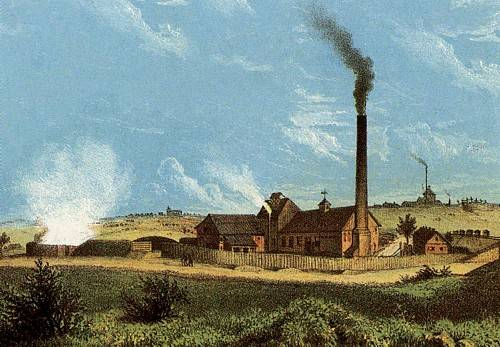
Neuhoffnungsschacht (um 1860)
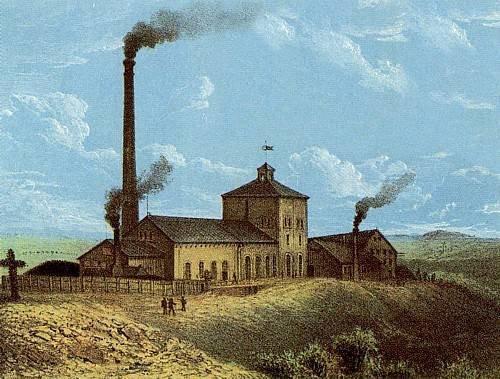
Segen-Gottes-Schacht (um 1860)
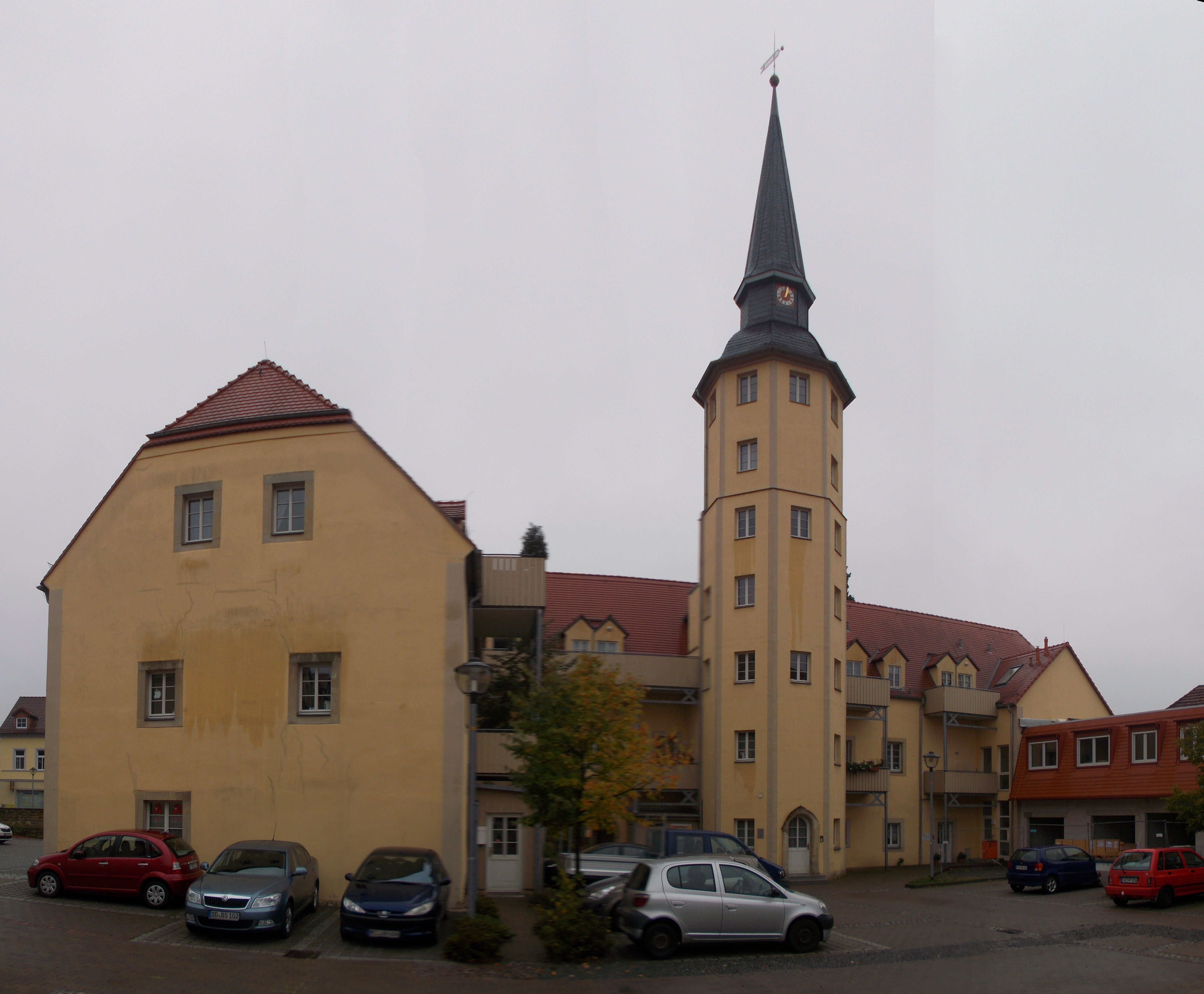
Rittergut Pesterwitz
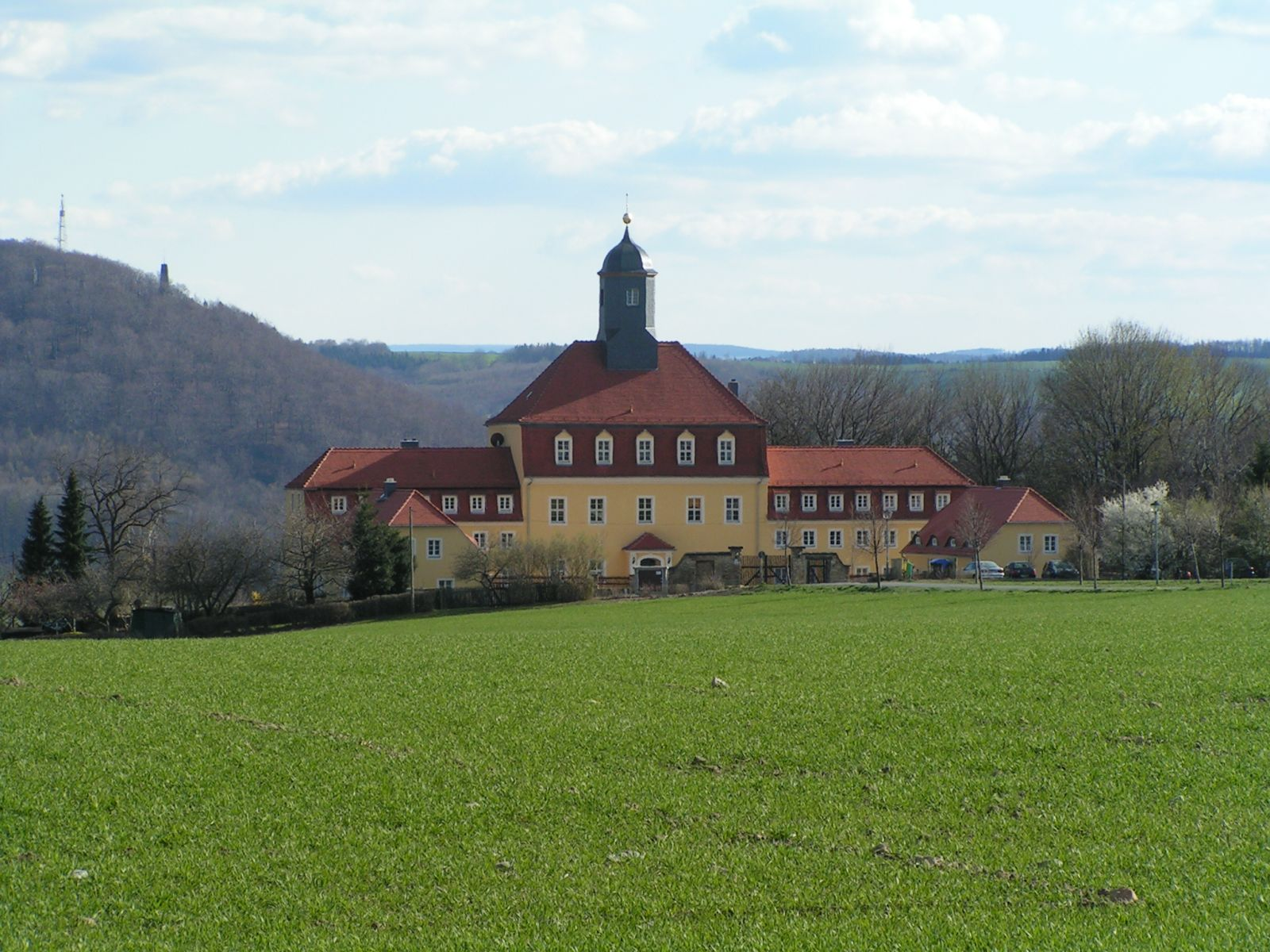
Jochhöhschlösschen in Pesterwitz
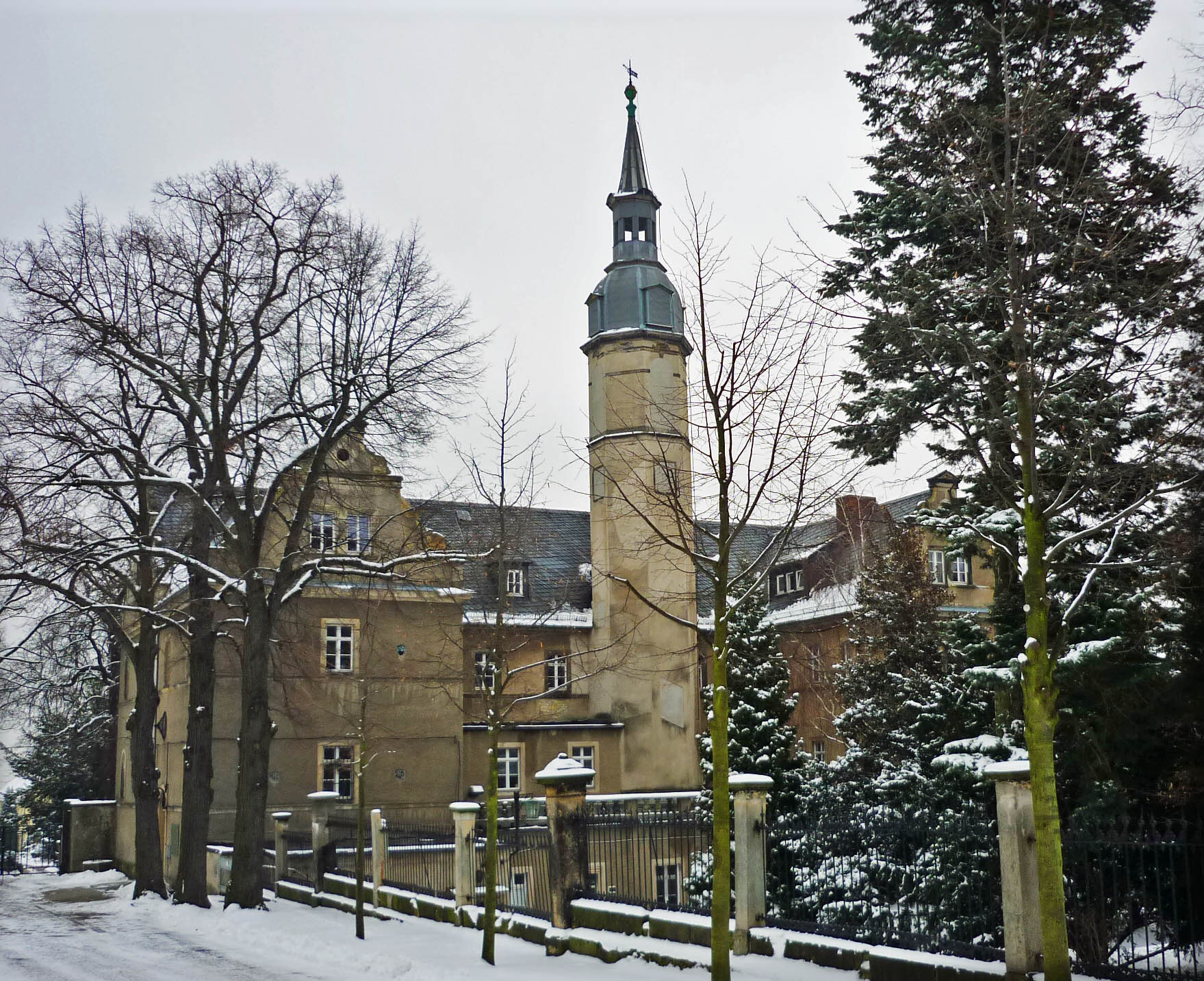
Schloss Roßthal